# Justin Robinson (baloncestista de 1995)
Justin Robinson (New York, 12 de abril de 1995) es un jugador de baloncesto estadounidense que pertenece a la plantilla del Śląsk Wrocław de la PLK polaca. Con 1,75 metros de altura, juega en la posición de base.

## Trayectoria deportiva
Durante su etapa universitaria defendió los colores de la universidades de Monmouth Hawks y tras no ser elegido en el Draft de la NBA de 2016, disputó la liga de verano de la NBA 2017-18 con los Miami Heat con un promedio de 12.6 puntos por encuentro.
En agosto de 2017 ficharía por el Avtodor Saratov de la VTB League.
El 10 de julio de 2021, firma por el Brose Bamberg de la Basketball Bundesliga.
El 3 de agosto de 2022 firmó contrato con el BCM Gravelines de la LNB Pro A francesa.
El 5 de agosto de 2023 fichó por el Yukatel Merkezefendi de la Basketbol Süper Ligi (BSL) turca.
El 21 de noviembre de 2023 firmó con el Treviso Basket de la Lega Basket Serie A.
El 9 de agosto de 2024 fichó por el Rasta Vechta de la Basketball Bundesliga (BBL).
El 25 de enero de 2025 firmó contrato con el Śląsk Wrocław de la PLK polaca.